# Французский щит

Французский щит

Французский щит в геральдике — oднa из основных форм геральдического щита.
Древний испанский геральдист Авилец пояснял, что эта форма была принята, как наименее поддающаяся вольностям, которые позволяли себе гравёры и художники, прибавляя к гербам различные украшения.

## История
С конца XIII века в боевом вооружении французских и бургундских всадников некоторое время применялись, кроме ручных щитов, ещё особого рода плечевые щиты (Achsel schilde, ailettes), по форме напоминающие французский щит. Они представляли собой небольшие прямоугольные доски из железа, носились на самом плече в наклонном положении и защищали рыцаря от ударов в шею. Эти плечевые щиты, применение которых закончилось около 1348 года, украшались гербом владельца. Во французском дворянстве они составляли в то время отличительный признак рыцарского достоинства. К кольчуге они прикреплялись посредством ремня, надевавшегося на шею. К концу XIV века и в XV веке форма щита претерпела незначительные изменения, которые уже не имеют исключительно военного, а более стилистическое значение. Он делается с низу полукруглым, а иногда, как в Англии или северной Франции, четырёхугольным, почти квадратным. Квадратная форма щита получила в геральдике широкое распространение. Подобные щиты назывались «самнитскими», в нижней части их углы закруглялись, а посередине было заострение. Эта модель щита, чаще всего, встречалась во Франции, Италии и Великобритании (с небольшими выступами по краям в верхней части). В древней геральдике было принято называть также такие щиты «французскими», так как именно французские герольды XVI века установили чёткие пропорции этой модели. Впоследствии эти параметры распространились по всей европейской геральдике, и с конца XIX века были закреплены.

## Пропорции
Французский щит представляет собой прямоугольник с наибольшим заострением в средней нижней части. Соотношение ширины и высоты составляет 8:9, нижние углы щита — округлые.

## Особенности
В русской геральдике французский щит получил распространение в XVIII веке и стал типичным для всех городов Российской империи. Является основным и в геральдике современной России.
По сравнению с другими геральдическими щитами, имеет наибольшую площадь для заполнения, так как форма других щитов — более сложная. В связи с этим французский щит используется чаще, чем другие.

Галерея
Герб Москвы
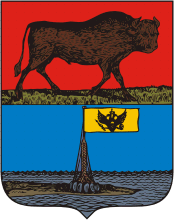
Герб Бреста времён Российской империи
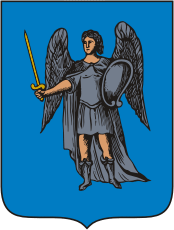
Герб Киева времён Российской империи